# Ngạt khói
Ngạt khói hay hít phải khói là nguyên nhân chính gây tử vong cho các nạn nhân của vụ hỏa hoạn. Hít phải hoặc tiếp xúc với các sản phẩm khí nóng của quá trình đốt cháy có thể gây ra các biến chứng nghiêm trọng về hô hấp.
Khoảng 50 – 80% tử vong do hỏa hoạn là kết quả của tổn thương do hít phải khói, bao gồm bỏng hệ thống hô hấp. Khói nóng làm nạn nhân bị thương hoặc bị giết chết bởi sự kết hợp của tổn thương nhiệt, ngộ độc và kích thích phổi và sưng lên, gây ra bởi carbon monoxit, cyanide và các sản phẩm đốt khác.

## Dấu hiệu và triệu chứng
Các triệu chứng từ ho và nôn đến buồn nôn, buồn ngủ và nhầm lẫn. Bỏng ở mũi, miệng và mặt, lông mũi bị cháy xém, khó thở và đờm có than là dấu hiệu của tổn thương do hít phải khói. Khoảng một phần ba bệnh nhân nhập viện bị bỏng có tổn thương phổi do hít phải khói nóng. Tỷ lệ bệnh nhân tử vong do bỏng nặng và hít phải khói có thể vượt quá 50%.
Bất kỳ người nào xuất hiện dấu hiệu ngạt khói rõ ràng phải được đánh giá ngay lập tức bởi một chuyên gia y tế như một nhân viên y tế hoặc bác sĩ. Chăm sóc y tế nâng cao có thể cần thiết để cứu sống bệnh nhân, bao gồm thở máy, ngay cả khi người bệnh còn ý thức và tỉnh táo. Trong khi chờ can thiệp nâng cao, bệnh nhân nên được đưa ra vùng không khí trong lành và được cung cấp oxy y tế nếu có sẵn.

## Điều trị
Điều trị bao gồm oxy làm ẩm, thuốc giãn phế quản, hút, ống nội khí quản và vật lý trị liệu ngực. Không có vai trò điều trị thường xuyên bằng kháng sinh hoặc steroid. Điều trị phụ thuộc vào mức độ nghiêm trọng của ngạt khói.

### Nebulized heparin and acetylcysteine
Liệu pháp xông với heparin nebulized và acetylcystein thường được mở đầu và tiếp tục năm đến bảy ngày trong suốt thời gian nằm viện.

### Liệu pháp oxy
Ngộ độc Carbon monoxide (CO) thường là một biến chứng trong ngạt khói. Tiếp cận ban đầu bằng oxy bổ sung với FiO2 (fraction of inspired oxygen) 100% và sau đó cân nhắc dùng liệu pháp oxy cao áp (HBO) bởi các bác sĩ.